# 李魁 (政治人物)
李魁（1448年—？），字士元，廣東肇慶府高要縣人，軍籍，明朝政治人物。進士出身。

## 生平
早年出身國子生，成化四年（1468年）戊子科廣東鄉試第二十一名。成化十一年（1475年）乙未科會試第一百三十九名，殿試登進士第三甲第一百九十四名。

## 家族
曾祖父李彥秀。祖父李碧。父亲李和。